# 沼澤溪
沼澤溪是美國賓夕法尼亞州松溪的一條13.0英里長（20.9公里）的支流。
沼澤溪發源於韋爾斯伯勒，位於凱爾西溪和查爾斯頓溪的交匯處。沼澤溪之後向北流，然後向西流，在泰奧加縣安索尼亞下游與松溪匯合。 沼澤溪於1993年曾引發一場小洪水毀壞了少量農田。